# Nanami (1986年生のモデル)
Nanami（ななみ、1986年10月14日 - ）は、日本の女優・女性ファッションモデル。旧名義は上原 千夏子（うえはら ちかこ）。千葉県木更津市出身。大妻女子大学短期大学部英文科卒。現在は休養中。
なお、同じくモデルで活動しているNANAMI（1994年生まれ）は同名の別人。

## 略歴
- ジュニアモデルとして『ニコラ』（新潮社）などのファッション雑誌で主に活動。
- 2005年、第1回ミス東京ガールズコレクションでグランプリを受賞。芸名を上原千夏子からNanamiに改める。芸名は母が考えたもの。由来は「七つの海」を超える様な存在のモデルになって欲しい」という願いから。当初は漢字の「七海」にする予定だったが、事務所から「漢字二文字だとバランスが悪い」という理由でローマ字となった[1]。
- 『JJ』（光文社）の専属モデルとして活動し、頻繁に表紙にも登場するなど人気・実力急上昇。2009年1月には単独表紙登場も果たした。
- 2008年4月から2年間、フジテレビ『めざましテレビ -MOTTOいまドキ!- 』にレギュラー出演。
- 2009年1月からは、日本テレビ『レコ☆HITS!』にレギュラー出演。
- 2009年3月から1年間、フジテレビ『たまッチ!』にレギュラー出演。
- 2009年4月、『JJ』で二度目の単独表紙を飾る。
- 2010年2月からは『JJ』だけでなく『GINGER』（幻冬舎）にも登場。

## 人物
- 特技は書道と硬筆で、共に8段の有段者である。

## 出演

### テレビ
レギュラー
- レコ☆HITS!（2009年1月 - 2011年3月、日本テレビ）
- めざましテレビ（フジテレビ）
  - MOTTOいまドキ!（2008年4月 - 2010年3月） - コーナー出演
- めざましどようびメガ（フジテレビ）
  - MOTTOいまドキ!（2008年7月 - 2010年3月） - コーナー出演
- たまッチ!（2009年3月29日 - 2010年2月、フジテレビ） - サブMC
- MOSTI.TV×JJ（BS日テレ）
  - 第4金曜日に出演（2009年10月 - ）
  - 2009年4月 - 9月は テレビ東京、MTVにて放送

ゲスト
- Style/Style（2009年6月16日・23日、テレビ神奈川）
- バニラ気分（2009年8月1日、フジテレビ）
- クイズ!紳助くん（2009年8月24日、ABC）
- 踊る!さんま御殿!!（2009年9月8日、日本テレビ）
- ホンネの殿堂!!紳助にはわかるまいっ（2009年10月23日・11月13日、フジテレビ）
- グータンヌーボ（2010年1月20日、関西テレビ）
- ホンマでっか!?TV（2010年5月24日、フジテレビ）
- ショーバト!（2010年6月、日本テレビ） - VTR出演
- イチハチ（2010年8月25日、毎日放送）
- 爽食卓（2010年9月、TBS）
- 浜ちゃんが!（2010年11月18日、読売テレビ / 2010年11月17日、日本テレビ）
- ジョシゴエ（2011年3月、東海テレビ）
- キャラもん（2011年7月12日、読売テレビ）

### テレビドラマ
- 3年B組金八先生 第6シリーズ（2001年、TBS） - 成迫登美子 役（上原千夏子 名義）

### 映画
- 恐怖学園（2001年）

### ラジオ
- イマドキッ（2009年4月12日 - 2011年12月25日、MBSラジオ）

### CM
- 花王「エッセンシャル ダメージケア」（2006年8月 - ） - 南海キャンディーズしずちゃん、中川翔子 等と共演[2]
- NEC 「N706i」（2008年7月 - ）

### ファッションショー
- 神戸コレクション
- 東京ガールズコレクション

### PV
- Noa 「far away feat. SO-TA」（2009年） - アルバム「LUCY LOVE -SEASON II-」初回限定盤DVD収録、「Making Of far away」を含む

### シンガー
- Red Hearts 「キスしてほしい」（2008年）

## 書籍

### 雑誌
- JJ（光文社）
- Gainer（光文社）
- GINGER（幻冬舎）
- ニコラ（新潮社）
- セブンティーン（集英社）
- non-no（集英社）
- SEDA（日之出出版）
- melon（祥伝社）
- My Birthday（実業之日本社）
- CANDy（白泉社）